# Ząbki
Ząbki ist eine Stadt im Powiat Wołomiński in der Woiwodschaft Masowien, Polen und Sitz der gleichnamigen Stadtgemeinde (Gmina miejska).

## Geographie
Ząbki liegt zehn Kilometer nordöstlich von Warschau.
Die Stadtfläche beträgt 11,13 km² von denen 31 % landwirtschaftlich genutzt werden und 30 % bewaldet sind.

## Geschichte
Ząbki wurde als Wola Ząbkowska gegründet und 1580 umbenannt. 1635 wurde das Dorf durch eine Überschwemmung zerstört. Nach der Dritten Teilung Polens kam Ząbki zu Preußen.
Von 1952 bis 1953 war Ząbki Sitz einer Landgemeinde und ab 1954 bis 1955 Sitz der Gromada Ząbki gehörte zur Woiwodschaft Warschau. Zwischen 1957 und 1966 hatte Ząbki den Status einer Siedlung. 1967 wurde Ząbki das Stadtrecht verliehen.
Von 1975 bis 1998 gehörte Ząbki zur Woiwodschaft Warschau.

## Bildung
Die Gemeinde verfügt über zwölf Kindergärten (Przedszkole), vier Grundschulen  (szkoła podstawowa) und drei öffentliche Mittelschule (gimnazjum). Ein Teil der Einrichtung ist in privater bzw. kirchlicher Trägerschaft.

## Wirtschaft und Verkehr
Durch die Stadt verlaufen die Woiwodschaftsstraßen (Droga wojewódzka) DW 629, DW631 und DW 634.